# Norbert Deuchert
Norbert A. Deuchert (* 1943) ist ein deutscher Historiker. Er war langjähriger Leiter des Museums Villa Rot.
Norbert Deuchert studierte Geschichte, Philosophie, Politik und Kunstgeschichte und wurde im Fach Neuere Geschichte von der Universität Tübingen 1982 promoviert. Er arbeitete zur deutschen Kulturgeschichte und zur Kunstgeschichte Asiens. Seit 1989 entwickelte er die Konzeption des Museums Villa Rot mit dem Leitgedanken „Begegnung der Kulturen“ und mit dem Fokus auf asiatischer Kunst. Bis Ende 2007 war er Direktor des Museums Villa Rot und führte das Haus zu internationalem Renommee. Deuchert lebt heute in Heidelberg und ist als freier Kurator und Autor tätig.

## Publikationen
- Vom Hambacher Fest zur badischen Revolution. Politische Presse und Anfänge deutscher Demokratie 1832-1848/49. Sonderveröffentlichung des Stadtarchivs Mannheim Nr. 5, Theiss, Stuttgart 1983, ISBN 3-8062-0336-9. (Diss. Univ. Tübingen 1982)
- Die Begründung der Waldorfschule im Kontext der sozialen und kulturellen Erneuerung nach dem ersten Weltkrieg. In: Otto Hansmann (Hrsg.): Pro und Contra Waldorfpädagogik. Akademische Pädagogik in der Auseinandersetzung mit der Rudolf-Steiner-Pädagogik., Würzburg 1987, S. 60–96 (Vorschau).
- Zur Geschichte der Waldorfschule im Nationalsozialismus. In: Anthroposophen in der Zeit des deutschen Faschismus. Flensburger Hefte, Sonderheft Nr. 8, Flensburg 1991, ISBN 3-926841-27-3, S. 95–130.
- Museum Villa Rot – Begegnung der Kulturen. In: Indo-Asiatische Zeitschrift. Nr. 10, Berlin 2006, S. 99–113.
- Kunst und Kultur Ostasiens. In: Linien stiller Schönheit aus der Sammlung DKM. Museum DKM, Duisburg 2008, ISBN 3-9810500-0-2, S. 92–128.
- Die Göttin Tārā und das Gewand des Eremiten. In: Claudius Müller (Hrsg.): Tibet. Religion, Kunst, Mythos. Katalog Staatliches Museum für Völkerkunde München und Museum Iphofen, 2010, ISBN 978-3-89754-351-5, S. 129–150.
- KANGDZÄ. Ein Kosmosbild aus dem Geheimen Tempel. Video-Installation zusammen mit NT Media, Norbert Treu, im Museum für Asiatische Kunst Berlin, 28. November 2013 bis 10. Januar 2016.[3]
- KANGDZÄ. Ein Kosmosbild aus dem Geheimen Tempel. In: Indo-Asiatische Zeitschrift. Nr. 19, Berlin 2015, S. 37–57.
- Der „GROSSE FÜNFTE“ Dalai Lama (1617–1682) – Momente einer visuellen Biographie. In: Indo-Asiatische Zeitschrift. Nr. 24, Berlin 2020, S. 53–73.
- „NUN, SPRICH DOCH SCHON'“ – Original oder Kopie? Das Rätsel um zwei Cakrasaṃvara-Skulpturen. In: Indo-Asiatische Zeitschrift. Nr. 27, Berlin 2023, S. 57–71.

Herausgeber
- Begegnung der Kulturen: Museum Villa Rot. Thorbecke, Stuttgart, Ostfildern 2002, ISBN 3-7995-1970-X.
- Jakob Bräckle, Winterbilder: Ausstellung vom 7. Dezember 2003 bis 1. Februar 2004. Museum Villa Rot. Ausstellungskonzeption und Katalog: Albert Cüppers und Norbert A. Deuchert, Biberach 2003, ISBN 3-933614-17-1.
- Wolfgang Laib – Ohne Ort, ohne Zeit, ohne Körper, without place, without time, without body. Anlässlich der Ausstellung Wolfgang Laib – Ohne Ort, Ohne Zeit, Ohne Körper, Museum Villa Rot, Burgrieden-Rot bei Ulm, 20. Juni bis 15. August 2004, Albert Cüppers und Norbert A. Deuchert, Hatje Cantz, Ostfildern-Ruit 2004, ISBN 3-7757-1513-4.
- Kunst-Landschaft Oberschwaben. Anlässlich der Ausstellung Kunst-Landschaft Oberschwaben. Werke aus fünf Jahrhunderten, Museum Villa Rot, Burgrieden-Rot bei Ulm, 21. Mai bis 1. Oktober 2006, Kunstverlag Fink, Lindenberg 2006, ISBN 3-89870-306-1.

Mitarbeit
- Die anthroposophischen Zeitschriften von 1903 bis 1985: Bibliographie und Lebensbilder. Hrsg. von Götz Deimann. Unter Mitarb. von Norbert Deuchert, Beiträge und Quellen zur Geschichte der anthroposophischen Bewegung und Gesellschaft, Verlag Freies Geistesleben, Stuttgart 1987, ISBN 3-7725-0881-2.